# Suporn Peenagatapho
Suporn Peenagatapho (thailändisch พัชรพล อินทนี, * 21. Juli 1995 in Chanthaburi), auch als Tar (thailändisch ตาต้าร์) bekannt, ist ein thailändischer Fußballspieler.

## Karriere

### Verein
Suporn Peenagatapho erlernte das Fußballspielen auf der JMG Academy sowie in der Jugendabteilung des Erstligisten Muangthong United. Hier unterschrieb er 2014 auch seinen ersten Vertrag. In seinem ersten Jahr wurde er an den in der dritten Liga, der Regional League Division 2, spielenden Nakhon Nayok FC ausgeliehen. Hier absolvierte er 21 Spiele. Von 2016 bis 2017 wurde er an den Ligakonkurrenten BEC–Tero Sasana FC ausgeliehen. Bei BEC stand er 24 Mal auf dem Spielfeld. Nach der Ausleihe kehrte er zu Muangthong zurück. Nach insgesamt 112 Ligaspielen für Muangthong wechselte er im Juli 2023 zum thailändischen Meister Buriram United. Am Ende der Saison 2023/24 feierte er mit dem Verein aus Buriram die thailändische Meisterschaft. Im Juli 2024 wechselte er auf Leihbasis zum ebenfalls in der ersten Liga spielenden Ratchaburi FC.

### Nationalmannschaft
Von 2013 bis 2014 spielte Suporn Peenagataphon 12 Mal in der U-19-Nationalmannschaft. Zweimal lief er von 2016 bis 2017 für die U-23-Nationalelf auf.

## Erfolge
Muangthong United
- Mekong Club Championship: 2017

Buriram United
- Thailändischer Meister: 2023/24